# Serhij Sernecki
Serhij Mykołajowycz Sernecki (ukr. Сергій Миколайович Сернецький; ur. 30 sierpnia 1981 w Tarnopolu) – ukraiński piłkarz, grający na pozycji pomocnika, a wcześniej napastnika.

## Kariera piłkarska

### Kariera klubowa
Serhij Sernecki zaczął zajmować się piłką nożną w 1988 roku w rodzinnym Tarnopolu, jego pierwszym trenerem był N. Wozny. W 1988 rozpoczął karierę piłkarską w klubie Haraj Żółkiew. W 1999 wyjechał do Kijowa kontynuować karierę w klubie CSKA Kijów, wtedy po raz pierwszy zagrał w Wyższej Lidze. Po reorganizacji klubu w 2001 również występował w Arsenale Kijów. W 2002 przeniósł się do drugoligowej Nywy Tarnopol, z którą spadł do trzeciej ligi. Doświadczenie pierwszoligowe spowodowało jednak, że zawodnik długo w rodzinnym mieście nie pograł. W 2004 dołączył do drugoligowego klubu z ambicjami Stal Ałczewsk, w barwach której w sezonie 2003/04 zagrał 15 razy i zdobył 7 bramek. W kolejnym sezonie Sernecki bardzo pomógł swojemu klubowi w awansie do Wyższej Ligi, strzelając 5 bramek w 16 meczach. W 2007 bronił barw łotewskiego klubu FK Ventspils, w którym zakończył karierę piłkarską.

## Sukcesy i odznaczenia

### Sukcesy klubowe
- mistrz Pierwszej lihi Ukrainy: 2005